# 회색날여우박쥐
회색날여우박쥐(Pteropus griseus)는 큰박쥐과에 속하는 박쥐의 일종이다. 인도네시아에서 발견되지만 필리핀에서는 관찰되지 않음에도 불구하고 일부 출처에서는 필리핀에서 발견되는 것으로 기술하기도 한다. 알려진 정보가 극히 적다. 개별적으로 또는 작은 무리를 이루어 둥지 생활을 하는 것으로 추정하고 있다. 멸종위기에 처한 야생동식물종의 국제거래에 관한 협약(CITES) 부속서 II에 등재되었고, 국제 자연 보전 연맹(IUCN)이 "정보부족종"으로 지정하고 있다.